# Fulbright-program

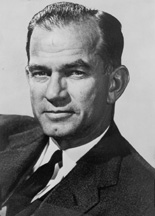
James William Fulbright

A Fulbright-program posztgraduális oktatási, kutatói ösztöndíj-, illetve csereprogram, amelyet 1946-ban alapított J. William Fulbright amerikai szenátor az Amerikai Egyesült Államok külügyminisztériumának, partnerállamok kormányainak, és a privát szektor támogatásával. A program alapvető célja, hogy elősegítse az országok közötti kölcsönös megértést, valamint lehetőséget nyújtson tudományos kutatói munkára, szakmai gondolatcserére.
1948-ban utaztak az első ösztöndíjasok az Egyesült Államokból háborús újjáépítési alapok támogatásával. A Fulbright a világ egyik legrangosabb ösztöndíja, jelenleg 155 országban működik. Tudományos programokat tekintve legtöbben a Fulbright ösztöndíjasai közül részesültek Nobel-díjban.
A hagyományos Fulbright-ösztöndíjakra posztgraduális hallgatók, oktatók és tudományos szakterületen kutatók pályázhatnak bármely tudományterületen, és művészeti ágban. A csereprogram kétoldali államközi egyezmények alapján, autonóm módon működik, a világ 51 pontján működő Fulbright Bizottságok, az egyes országok amerikai nagykövetségeinek, és egyéb szervezetek támogatásával.   
Történetének 67 éve alatt több, mint 310 000-en részesültek Fulbright-ösztöndíjban, ebből 125 000 amerikai állampolgár, és 185 000-en más országokból. Magyarország 1978-ban kapcsolódott a programhoz, azóta közel 900 magyar állampolgár kapott Fulbright-ösztöndíjat.